# LKS Perła Złotokłos
Ludowy Klub Sportowy Perła Złotokłos – polski klub sportowy z siedzibą w Złotokłosie, w województwie mazowieckim.

## Sekcje sportowe
Klub sportowy Perła zrzesza dwie sekcje, które z sukcesami występują w rozgrywkach ligowych pod patronatem MZPN i MWZPS.
- piłkarską
- siatkarską

### Piłka nożna
LKS Perła Złotokłos rozgrywa spotkania w 12. poszczególnych kategoriach:
- Pierwsza drużyna seniorów - liga okręgowa: Warszawa II[3]
- Druga drużyna seniorów - klasa B: Warszawa II[4]
- rocznik 2002/03
- rocznik 2004/06
- rocznik 2008/09 - dwa zespoły
- rocznik 2010/11 - dwa zespoły
- rocznik 2012/13 - dwa zespoły
- rocznik 2014
- Oldboye

### Piłka siatkowa
LKS Perła Złotokłos Sekcja Piłki Siatkowej
W sezonie 2011/2012 Perła Złotokłos awansowała do II ligi kobiet. Sezon 2012/2013 klub zakończył na siódmym miejscu w tabeli.

## Zaplecze klubowe
Perła Złotokłos jako zaplecze infrastrukturalne posiada 3 w pełni oświetlone boiska (2x trawiaste, 1x sztuczna murawa). Do dyspozycji klubu jest również sala gimnastyczna oraz będąca w budowie hala sportowa z której będzie korzystał klub.
Dodatkowo klub ma w pełni wyposażone zaplecze socjalne.

## Piłkarze grający w klubie
- Sylwester Patejuk - piłkarz, w latach 2004–2006 występujący w Perle Złotokłos. W latach 2011–2015 w barwach Śląska Wrocław i Podbeskidzia Bielsko-Biała rozegrał 96 meczów w ekstraklasie[8].